# Берестечківська міська територіальна громада
Берестечківська міська територіальна громада — територіальна громада в Україні, у Луцькому районі Волинської області. Адміністративний центр — місто Берестечко.
Площа громади — 223,5 км², населення — 9 456 мешканців (2020).
19 липня 2020 року, в результаті адміністративно-територіальної реформи та ліквідації Горохівського району, громада увійшла до складу новоутвореного Луцького району.

## Населені пункти
У складі громади 1 місто (Берестечко) і 20 сіл:
- Антонівка
- Богунівка
- Буркачі
- Волиця-Лобачівська
- Гектари
- Горішнє
- Гумнище
- Диковини
- Зелене
- Іванівка
- Колмів
- Кутрів
- Липа
- Лобачівка
- Мерва
- Новостав
- Перемиль
- Піски
- Смолява
- Старики

## Старостинські округи
- Лобачівський (села Лобачівка, Волиця-Лобачівська, Колмів, Горішнє, Новостав, Іванівка)
- Перемильський (села Перемиль, Старики, Гумнище,Липа, Богунівка, Смолява, Зелене)
- Пісківський (села Піски, Гектари, Антонівка, Мерва, Кутрів, Буркачі, Диковини)[4]